# Ново-Московский мост
Ново-Московский мост — автодорожный железобетонный рамный мост через Обводный канал в Санкт-Петербурге, соединяет Безымянный остров и левый берег Обводного канала.
Первый чугунный арочный мост был построен в 1808—1816 годах. В 1907—1908 годах он был уширен для прокладки трамвайной линии, после чего неоднократно перестраивался и ремонтировался. Существующий железобетонный рамный мост построен в 1965—1967 годах.

## Расположение
Расположен в створе Московского проспекта (Адмиралтейский район). Рядом с мостом расположен Фрунзенский универмаг (архитекторы Е. И. Катонин, Л. С. Катонин, Е. М. Соколов, К. Л. Иогансен, инженер С. И. Катонин, 1934—1938), здания бывшего Скотопригонного двора (архитектор И. И. Шарлемань, 1821—1825).
Ближайшая станция метрополитена — «Фрунзенская». Выше по течению находятся Масляный мост, ниже — Варшавский мост.

## Название
С 1829 по 1830-е года мост назывался Чугунным, с 1836 по 1846 года — Московским, c 1849 по 1868 года употреблялось название Старо-Московский (или Старый Московский мост), поскольку Новомосковским назывался мост через Лиговский канал у Московских ворот. Существующее название мост получил в 1860 году.

## История
В 1808 году на месте современного Ново-Московского моста по «образцовому» проекту архитектора Вильяма Гесте началось строительство чугунного арочного моста с каменными опорами, облицованными гранитом.
Из-за начавшейся войны с Наполеоном работы были приостановлены до 1813 года и завершены только в 1816 году.
По своей конструкции он был схож с мостами через Мойку (Зелёным, Красным и Поцелуевым мостами). Пролётное строение представляло собой однопролётную арочную систему, собранную из чугунных полых клиньев, стянутых болтами между собой в двух взаимно перпендикулярных направлениях. Для уменьшения массы полых чугунных ящиков-клиньев были сделаны прямоугольные вырезы в боковых стенах и днищах. При въездах на мост были установлены гранитные обелиски с позолоченными навершиями. Длина моста составляла 24,6 м, ширина — 16,6 м (в том числе ширина проезжей части 11,3 м и два тротуара по 2,65 м). Отверстие моста в свету равнялось 17,7 м.
В 1907—1908 годах в связи с пуском трамвайного движения мост был расширен до 22,5 м добавлением с каждой стороны двух балочных металлических ферм с криволинейным очертанием нижнего пояса. Работы по перестройке моста производились инженером И. И. Можейко, металлическое пролетное строение моста было изготовлено и установлено Обществом Путиловских заводов. Производителем работ на мосту был инженер-технолог Д. Я. Акимов-Перетц.
При открытии по Московскому проспекту троллейбусного движения ширина моста снова оказалась недостаточной. В 1941 году мост был уширен — забиты дополнительные свайные опоры, на которое уложили пролётное строение из двутавровых парных балок, перекрытых деревоплитой с асфальтобетонным покрытием. В 1961 году из-за деформаций пролётного строения мост был усилен с помощью металлических разгружающих конструкций. Работы выполнялись СУ-2 треста «Ленмостострой» под руководством Н. П. Агапова. В мае 1962 года были разобраны трамвайные пути на Московском проспекте на участке от Садовой улицы до Обводного канала.
В 1965—1967 годах был сооружён новый железобетонный мост. Проект был разработан инженером института «Ленгипроинжпроект» П. П. Рязанцевым и архитектором Л. А. Носковым. Строительство осуществлялось силами СУ-2 треста «Ленмостострой» под руководством главного инженера О. А. Розова и старшего производителя работ Н. П. Агапова. Одновременно со строительством моста был построен первый в Ленинграде транспортный тоннель на правом берегу набережной Обводного канала (инженер П. П. Рязанцев).

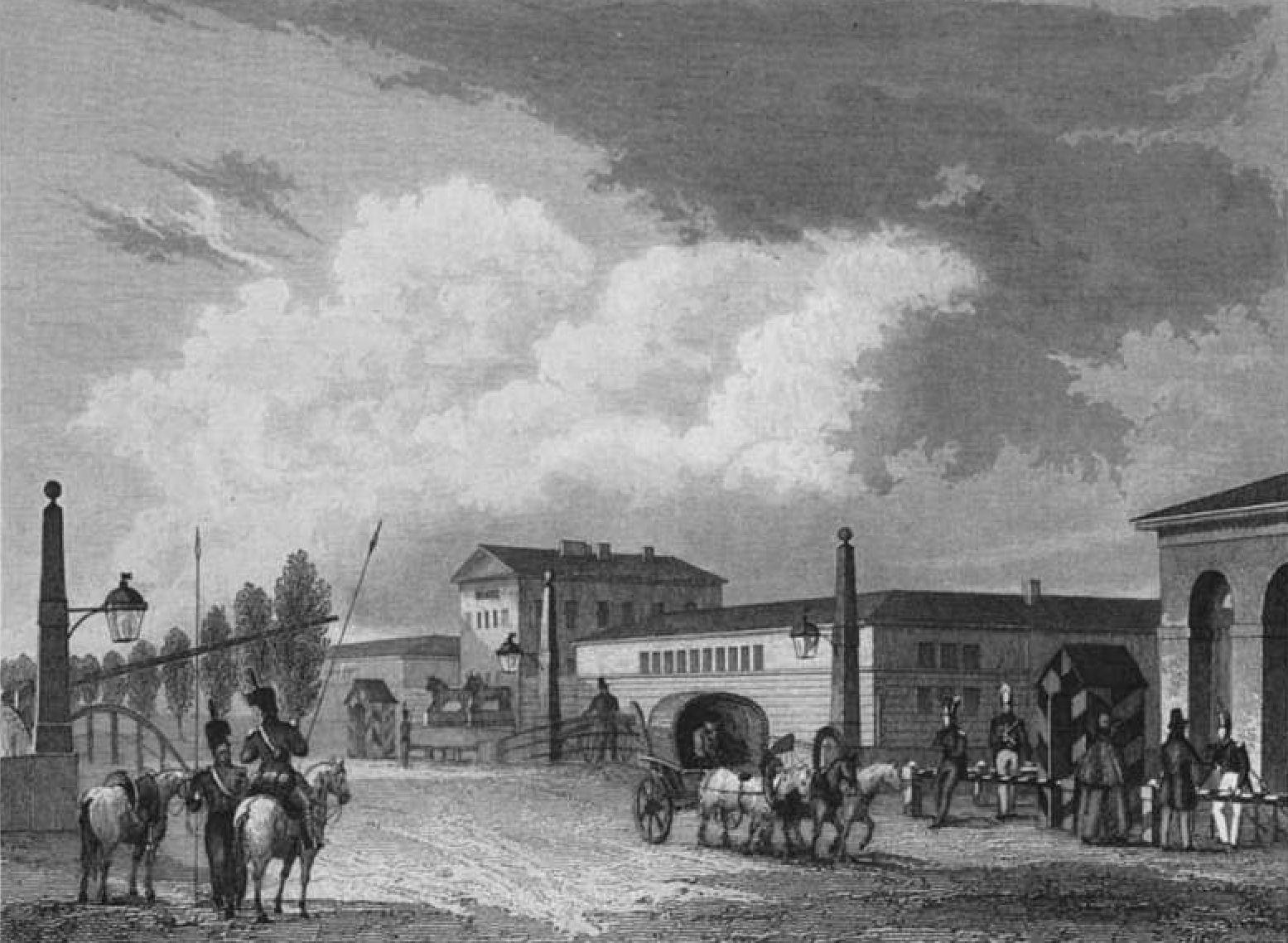
Мост в 1830-х
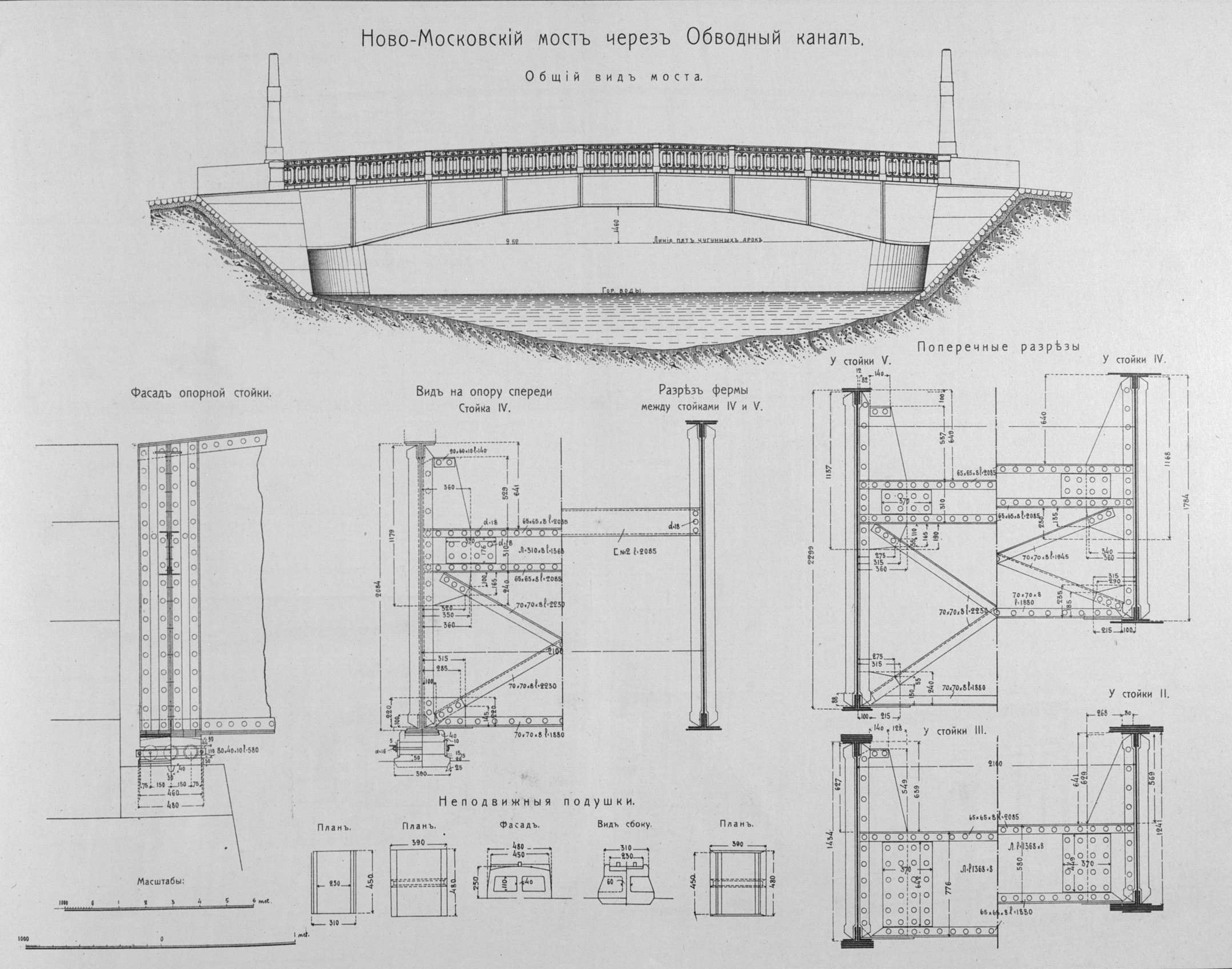
Проект перестройки моста. 1907— 1908 гг.
Мост в 1930-х

## Конструкция
Мост однопролётный железобетонный рамный (статическая схема — трёхшарнирная рама). В поперечном сечении состоит из балок двутаврового сечения переменной высоты. По верху балки объединены монолитной железобетонной плитой проезжей части. «Ноги» рамы выполнены из монолитного железобетона и облицованы по фасаду навесной гранитной облицовкой. Устои массивные, железобетонные, на низком свайном ростверке из деревянных свай. Длина моста составляет 29,7 м(37,3 м по задним граням устоев), ширина — 47 м.
Мост предназначен для движения автотранспорта и пешеходов. Проезжая часть моста включает в себя 8 полос для движения автотранспорта. Покрытие проезжей части и тротуаров — асфальтобетон. Тротуары отделены от проезжей части гранитным поребриком, с левобережной стороны моста дополнительно установлено металлическое пешеходное ограждение. В центре моста устроен островок безопасности, вымощенный плиткой. На мосту установлено чугунное перильное ограждение, завершающееся на устоях гранитными тумбами.